# Tetrasarus quadriscopulatus
Tetrasarus quadriscopulatus là một loài bọ cánh cứng trong họ Cerambycidae.